# Solenolambrus
Solenolambrus is een geslacht van kreeftachtigen uit de klasse van de Malacostraca (hogere kreeftachtigen).

## Soorten
- Solenolambrus arcuatus Stimpson, 1871
- Solenolambrus decemspinosus Rathbun, 1894
- Solenolambrus noordendei (Capart, 1951)
- Solenolambrus portoricensis Rathbun, 1924
- Solenolambrus tenellus Stimpson, 1871
- Solenolambrus typicus Stimpson, 1871